# Josh Wycherley
Pas d'image ? Cliquez ici

a Compétitions nationales et continentales officielles uniquement.

b Matchs officiels uniquement.
Dernière mise à jour le 7 septembre 2023.
Josh Wycherley, né le 22 juillet 1999 à Bantry (Irlande), est un joueur irlandais de rugby à XV jouant au poste de pilier gauche au Munster en United Rugby Championship depuis 2020.

## Biographie

### Jeunesse et formation
Né à Bantry, dans le comté de Cork, Josh Wycherley commence à jouer au rugby avec le Bantry Bay RFC et, comme son frère aîné Fineen, il fréquente le Cistercian College (en) de Roscrea, avant de représenter l'Irlande au niveau des moins de 18 ans et des moins de 19 ans. Il a également joué au hurling et au football pour l'équipe de St. Colum's.
Après avoir fait quelques apparitions en Coupe celtique 2018-2019, avec l'équipe réserve du Munster, il est intégré au centre de formation de la province en décembre 2018.

### Carrière au Munster
Josh Wycherley fait ses débuts professionnels avec le Munster le 26 octobre 2020, à l'occasion de la troisième journée de Pro14 de la saison 2020-2021, contre Cardiff. Il entre en jeu à la place de James Cronin à la 69e minute dans une victoire 38-27. Il est titularisé pour la première fois la semaine suivante face aux Dragons, une victoire 16-28. Un mois plus tard, il fait ses débuts en Coupe d'Europe lors d'une victoire 21 à 7 contre les Harlequins. En fin de saison, le Munster perd en finale du championnat 16 à 6 face au Leinster,. Wycherley ne participe pas à cette rencontre. Pour sa première saison, il joue neuf matchs dont quatre en tant que titulaire.
Avant le début de la saison 2021-2022, il signe son premier contrat professionnel avec le Munster. Lors de la onzième journée de championnat, il marque le premier essai de sa carrière contre les Italiens du Zebre, dans une victoire 17-34. Cette saison, son temps de jeu double ; il participe à dix-neuf rencontres toutes compétitions confondues, dont huit titularisations et marque deux essais.
En tout début de saison suivante, en 2022-2023, il prolonge son contrat de deux ans avec sa province,. Le Munster est dans un premier temps éliminé dès les huitièmes de finale de Champions Cup par l'équipe sud-africaine des Sharks, mais se qualifie toutefois en finale du United Rugby Championship après avoir battu le Leinster en demi-finale. En finale, les Irlandais affrontent les Sud-Africains des Stormers. Josh Wycherley débute la rencontre sur le banc des remplaçants avant d'entrer en jeu en seconde période à la place de Jeremy Loughman dans cette rencontre qui voit le Munster s'imposer 19 à 14 et remporter cette compétition pour la première fois depuis 2011,. Wycherley remporte quant à lui le premier titre de sa carrière.

### Carrière internationale
Josh Wycherley est sélectionné pour la première fois en équipe d'Irlande des moins de 20 ans pour le Tournoi des Six Nations des moins de 20 ans 2019. Il joue tous les matchs du tournoi, marquant deux essais contre la France, dans ce tournoi qui voit son pays s'imposer en réalisant le Grand Chelem. Puis, il est convoqué pour le championnat du monde junior de la même année.
En septembre 2022, il est sélectionné avec l'équipe Emerging Ireland (en) pour participer à plusieurs rencontres amicales en Afrique du Sud face aux Cheetahs, aux Griquas et aux Pumas. Il est titularisé et marque un essai lors de la victoire 54-7 contre les Griquas le 30 septembre, puis entre en jeu lors des victoires 28-24 contre les Pumas le 5 octobre et 21-14 contre les Cheetahs le 9 octobre.

## Statistiques

### En province
| Saison        | Club          | Championnat               | Championnat | Championnat | Coupe d'Europe | Coupe d'Europe | Coupe d'Europe |
| Saison        | Club          | Compétition               | Matchs      | Essais      | Compétition    | Matchs         | Essais         |
| ------------- | ------------- | ------------------------- | ----------- | ----------- | -------------- | -------------- | -------------- |
| 2020-2021     | Munster       | Pro14                     | 8           | -           | Coupe d'Europe | 2              | -              |
| 2020-2021     | Munster       | Pro14 Rainbow Cup         | -           | -           | Coupe d'Europe | 2              | -              |
| 2021-2022     | Munster       | United Rugby Championship | 13          | 2           | Coupe d'Europe | 5              | -              |
| 2022-2023     | Munster       | United Rugby Championship | 12          | 1           | Champions Cup  | 4              | -              |
| Total Munster | Total Munster | Total Munster             | 33          | 3           | Coupe d'Europe | 11             | 0              |

### Internationales
Josh Wycherley a disputé dix matchs avec l'équipe d'Irlande des moins de 20 ans en une saison, prenant part à une édition du Tournoi des Six Nations des moins de 20 ans en 2019 et à une édition du Championnat du monde junior en 2019. Il a inscrit trois essais, soit quinze points.

## Palmarès

### En province
- Munster
  - Finaliste du Pro14 en 2021
  - Vainqueur du United Rugby Championship en 2023

### En sélection nationale
- Irlande -20
  - Vainqueur du Tournoi des Six Nations des moins de 20 ans en 2019 (Grand Chelem)